# Microsoft Internet Security and Acceleration Server
Microsoft Internet Security and Acceleration Server (ISA Server) – zaawansowana zapora filtrująca ruch do warstwy aplikacji włącznie. Początkowo działając wyłącznie jako serwer pośredniczący, obecnie jest rozwiązaniem łączącym dodatkowo cechy zaawansowanej zapory sieciowej, działającej na platformie systemowej Windows Server. 
Zapora umożliwia definiowanie reguł bezpiecznej publikacji stron internetowych Microsoft Internet Information Server (IIS) oraz innych usług, jak np. Outlook Web Access (OWA), Office SharePoint Portal Server, Routing i dostęp zdalny, usługa katalogowa Active Directory. Razem z zaporą zintegrowany jest moduł obsługujący wirtualne sieci prywatne (VPN) i buforowanie stron internetowych.
Oprogramowanie może zostać zakupione w ramach licencji grupowych Microsoft. ISA Server 2000 oraz 2004 wchodzi także w skład wersji premium Windows Small Business Server (SBS).